# زادآور (جانور)
در کشاورزی و در سرگرمی نگهداری حیوانات، زادآور (به انگلیسی: Breeder) به جانور انفرادی گفته می‌شود که برای زادگیری گزینشی استفاده می‌شود. زادآور معمولاً یک جانور اصیل است که با هدف تولید جانوران اصیل یا حتی با کیفیت نمایش داده می‌شود. با این حال، در برخی موارد، یک جانور زادآور دورگه با یک نژاد دیگر یا یک نژاد آمیخته با هدف ترکیب ویژگی‌های دو یا چند نژاد مختلف آمیزش می‌شود.